# زنگ رز

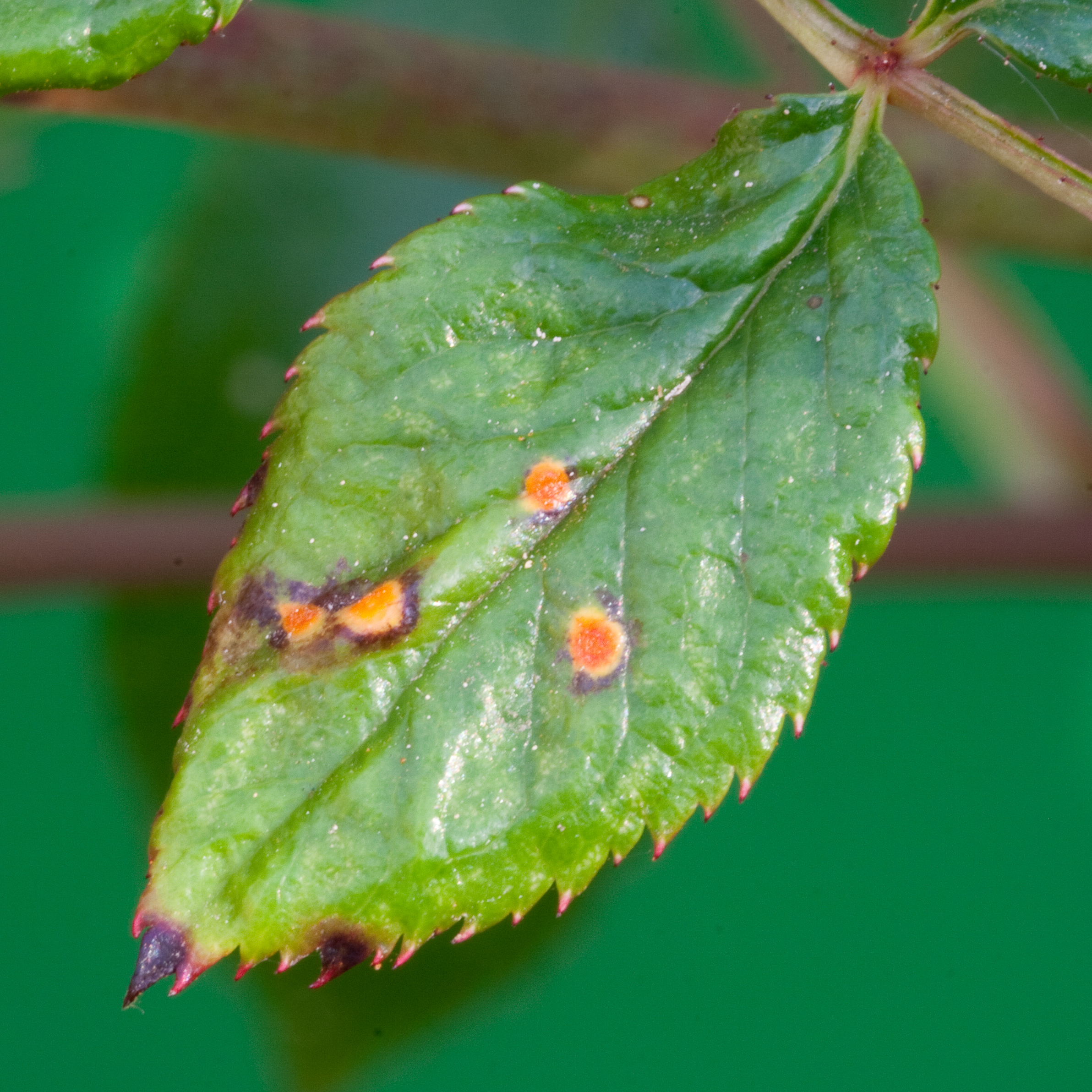
لکه‌های نارنجی در اثر زنگ رز

زنگ رز (به انگلیسی: Rose rust) یک نوع بیماری قارچی است که در اثر Phragmidium mucronatum به وجود می‌آید. دانه‌های برآمده و متورم قرمز یا نارنجی رنگی هستند که در پشت برگ‌ها ظاهر می‌شوند و به مرور زمان به سیاه تغییر رنگ می‌دهند. برگ‌های آلوده خشک شده می‌افتند. این بیماری با کاهش عنصر پتاسیم بهاری سرد به همراه تابستانی خشک و زمستانی سخت و سرد تشدید می‌شود. رزهای دورگه و بالارونده‌ها به این بیماری مستعد هستند. به منظور کنترل این بیماری قسمت‌های مبتلا را باید جدا شده و سوزانده شود. گیاهان نیز باید طوری کاشته شوند که از بین آن‌ها هوا بخوبی جریان داشته باشد تا از تهویه هوای خوبی برخوردار باشند. همچنین شاخسار گیاه را نباید بیش از اندازه خیس و مرطوب نگاه داشت.

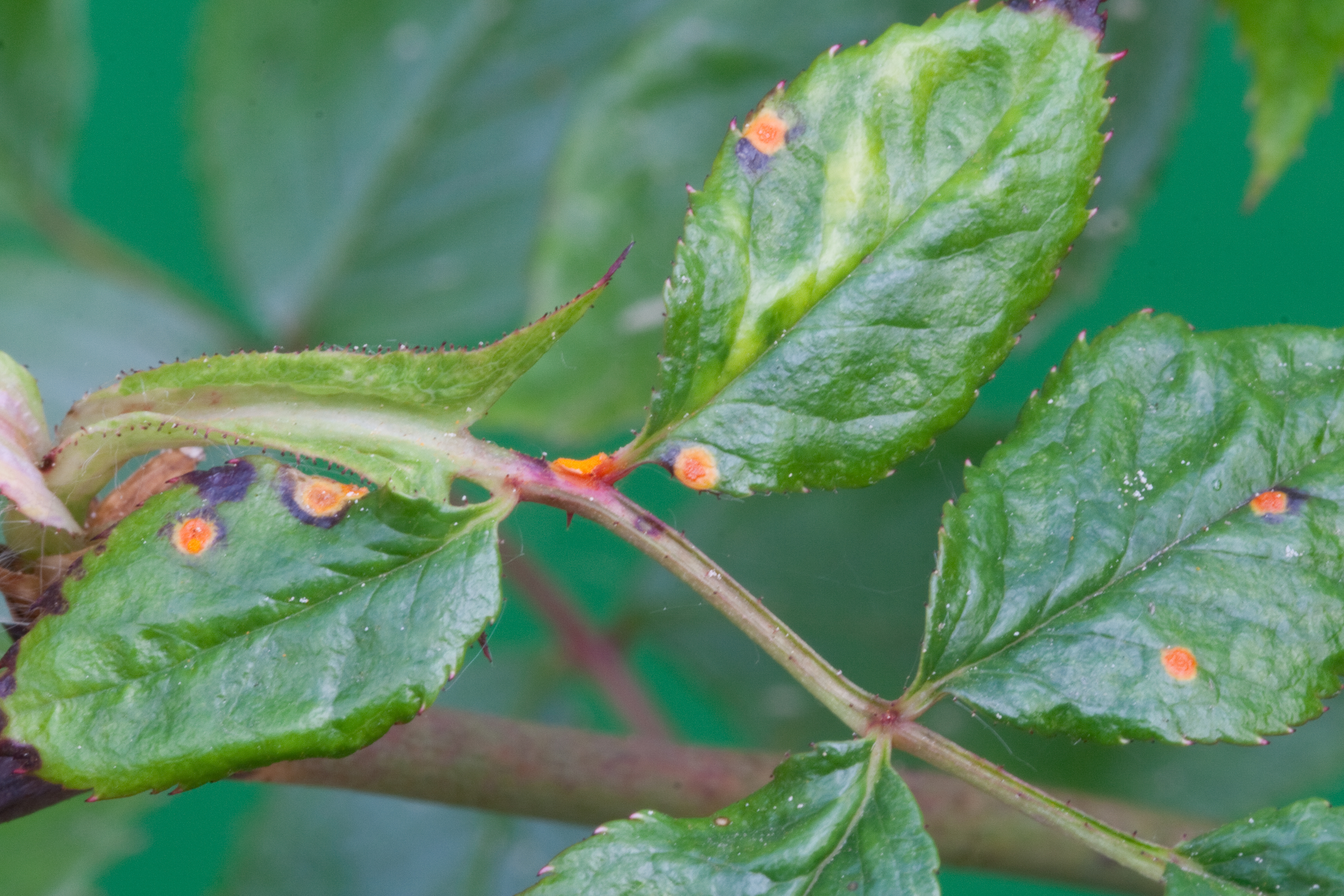
زنگ رز